# Laslea
Laslea (en hongrois : Szászszentlászló, en allemand : Grosslasseln) est une commune du județ de Sibiu en Roumanie.